# Ihychenet

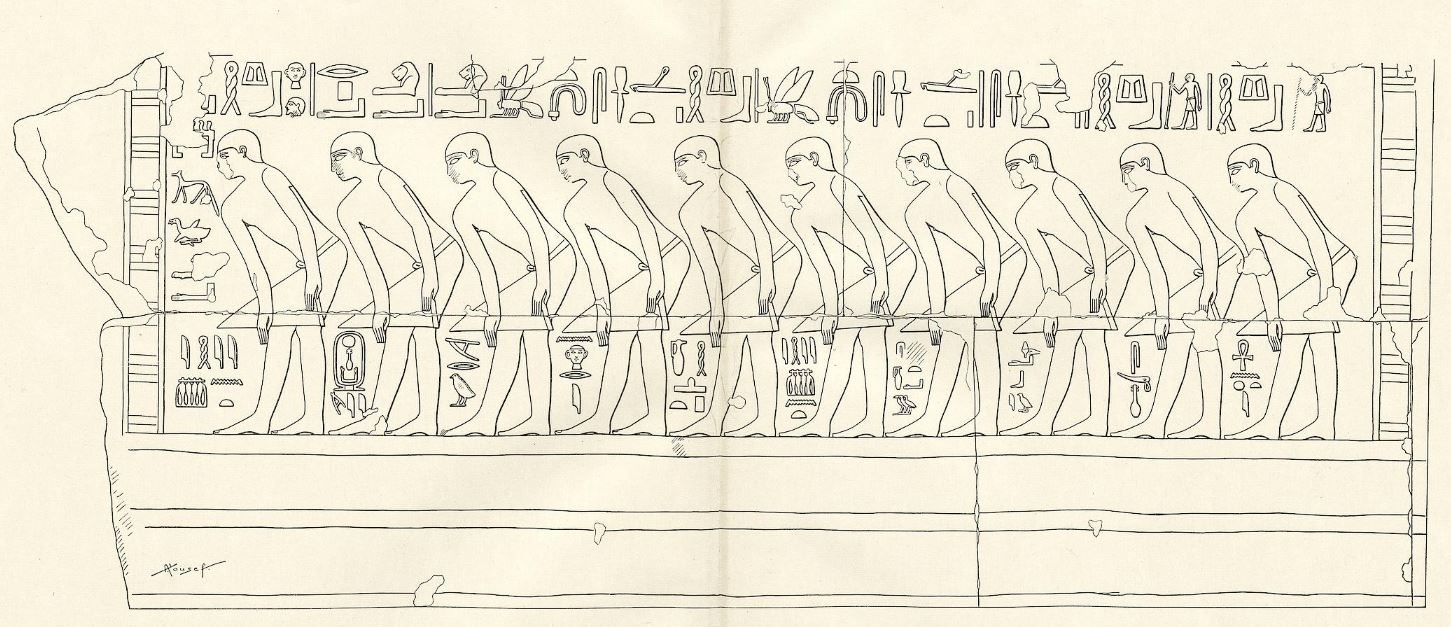
Relief aus Totentempel von Pepi II; Ihychenet führt die Reihe der Beamten an, er ist ganz links als erster von ihnen dargestellt

Ihychenet war ein altägyptischer Beamter in der 6. Dynastie, der als Wesir amtierte und unter König Pepi II. im Amt war. Er ist von Darstellungen im Pyramidentempel der Pepi-II.-Pyramide in Saqqara bekannt. Dort ist er mehrmals stehend als erste Person in einer Reihe von Beamten dargestellt. Er trägt neben den Titeln eines Wesires, die Titel Mitglied der Elite (Jrj-pˁt), Fürst (H3ti-ˁ = Hatia) und oberster Vorlesepriester (H̱rj-ḥ3b-ḥr.j-tp = Cheri-habet-cheri-tep).